# バカリ・サニャ
バカリ・サニャ（Bacary Sagna, 1983年2月14日 - ）は、フランス・サンス出身の元サッカー選手。元フランス代表。ポジションはディフェンダー（右サイドバック）。
アーセナルFC時代の指揮官アーセン・ヴェンゲルからは当時プレミアリーグ最高の右サイドバックと評され、ウィングバックやセンターバックとしても出場経験がある。

## クラブ経歴

### オセール
AJオセールにて2004-05シーズンにトップチームへ昇格すると、ジョアン・ラデに代わってポジションを手にする。アブー・ディアビやユネス・カブールらと共に2005年のクープ・ドゥ・フランス優勝を経験する。所属した3シーズンにおいて毎年UEFAカップに出場し17試合でプレー。2006-07シーズンにはリーグのベストイレブン及びクラブの最優秀選手に選出された。

### アーセナル
2007年7月12日にアーセナルFCへ移籍。5年契約を締結し、移籍金は700万ユーロや900万ユーロとも報じられた。1年前にチェルシーFCへアシュリー・コールが移籍して以来空きとなっていた背番号3を引き継ぐ。エマニュエル・エブエとの右サイドバックのポジション争いを制し、2007年8月12日のフラムFC戦でリーグデビューし2-1の勝利で飾る。
2008年2月13日には実兄オマルを28歳で亡くしたが、父の助言を受けて1週間後にACミランとのUEFAチャンピオンズリーグ1回戦2ndレグに出場し、2回戦進出に貢献した。3月23日のビッグ・ロンドン・ダービーでは、59分にセスク・ファブレガスのコーナーキックに頭で合わせトップチームにおける自身初得点を記録。しかし72分に足首を負傷し、このシーズンはリーグ戦29試合の出場となった。それでもこのシーズンの活躍が評価され、プレミアリーグ挑戦初年度でベストイレブンに選出。シーズンオフには新たに契約を2年延長し、契約満了を2014年までとした。2008年12月26日のアストン・ヴィラFC戦では相手FWガブリエル・アグボンラホールのシュートをゴールライン上でオーバーヘッドキックでクリアした。
2009-10シーズンはコンディションの調整に悩まされたが、2010年4月3日のウルヴァーハンプトン・ワンダラーズFC戦では94分にニクラス・ベントナーのこの試合唯一となるゴールをアシストし勝利に貢献した。同月にはインテルナツィオナーレ・ミラノからの関心が報道された。
2010年のエミレーツ・カップでゴールを記録し、同大会連覇に貢献した。8月15日のリヴァプールFC戦でリーグ100試合出場を達成。11月14日のエヴァートンFC戦で自身通算2得点目となる先制ゴールを挙げ2-1で勝利を収める。12月8日に行われたUEFAチャンピオンズリーグ・グループステージ最終戦・FKパルティザンとの一戦で自身初のレッドカードを提示され退場となった。2011年元日のバーミンガム・シティFC戦では相手MFリー・ボウヤーにタックルを仕掛け倒れたところ膝を踏みつけられ、同選手には3試合の出場停止処分が科された。1月5日のマンチェスター・シティFC戦では試合終了間際に相手DFパブロ・サバレタと衝突し両者退場となる。19日のFAカップ3回戦でエランド・ロードに乗り込むと、チーム2得点目となる決勝点を挙げリーズ・ユナイテッドFCを降した。2009-10シーズンには再びプレミアリーグのベストイレブンに選出された。
2011年10月2日のノース・ロンドン・ダービーで相手DFブノワ・アスー＝エコトのチャージを受け右足の腓骨を骨折。手術が行われ全治3か月と診断された。翌年1月29日のアストン・ヴィラ戦でベンチ入りし戦列に復帰した。2月26日にエミレーツ・スタジアムで再びトッテナム・ホットスパーFCと対戦すると、0-2で劣勢の中ミケル・アルテタのクロスをヘディングで決め反撃の口火を切ると、その後チームは得点を重ね5-2で逆転勝利を収めた。5月5日のシーズンホーム最終戦であるノリッジ・シティFC戦でブラッドリー・ジョンソンと交錯すると再び右足腓骨を骨折し、EURO2012への参加を逃した。
2012年10月のクイーンズ・パーク・レンジャーズFC戦で復帰し、1-0の勝利で飾った。離脱中はカール・ジェンキンソンが代役を務め評価を高めていたが、復帰後はポジションを取り戻す。2013年2月9日のサンダーランドAFC戦ではウォーミングアップ中にローラン・コシールニーが負傷したため、急遽センターバックとして起用される。この試合ではジェンキンソンを退場で失ったものの1-0で勝利した。4月28日のマンチェスター・ユナイテッドFC戦ではロビン・ファン・ペルシーを倒しPKを献上、1-1のドローに終わった。
2013-14シーズンもレギュラーとして開幕を迎える。9月22日のストーク・シティFC戦では、デビュー戦となったメスト・エジルのフリーキックに頭で合わせアーセナルでの自身5得点目となるシーズン初ゴールを挙げ3-1で勝利。2014年5月17日にハル・シティAFCをホームに迎えたFAカップ決勝は延長戦に縺れ込み、フル出場の末にアーセナルでの自身初となるトロフィーを掲げた。同月末、このシーズンで満了となるクラブとの契約を延長しないことを表明。アーセナルでは在籍7年間で公式戦通算284試合に出場した。

### マンチェスター・シティ
2014年6月13日、フリートランスファーでマンチェスター・シティFCへの加入が発表された。契約期間は3年で、背番号はアーセナル時代と同じ3を着用することになった。2011年までアーセナルでともにプレーしたガエル・クリシーとも再会。2016年にはキャピタル・ワン・カップ優勝メンバーの一員となった。2017年6月で契約満了となり退団した。

### ベネヴェント
7ヶ月のフリー期間を経て、2018年2月3日にベネヴェント・カルチョとシーズン終了までの契約を締結した。契約には1年延長のオプションが含まれている。セリエA最下位に沈む昇格組のクラブでリーグ戦13試合出場1得点を記録したが、その後も順位は浮上できずに1年で降格。契約延長オプションは行使されなかった。

### モントリオール・インパクト
2018年8月8日、メジャーリーグサッカーのモントリオール・インパクトに移籍した。1年延長オプション付きで2018シーズン終了までの契約で、レミ・ガルド率いるクラブに加入した。リーグ戦9試合出場1得点を記録し、12月25日にはオプションが行使され2019年シーズンもスタッド・サプトでプレー。2020年1月、前月を以て退団したことが発表された。

## 代表経歴
U-21フランス代表として12試合に出場し、2006年のUEFA U-21欧州選手権にも参加した。
2007年8月22日、スロバキアとの親善試合でフランソワ・クレールに代わり途中出場しA代表デビュー。10月13日のEURO2008予選・フェロー諸島戦ではフル出場を果たすが、10月のリーグ戦で右足を骨折し本大会のメンバーには入ることができなかった。EURO後の初戦となったスウェーデン戦で代表に復帰すると、レギュラーに定着。以降の2010年W杯予選全試合でスタメンに名を連ね、フランスの本大会出場に貢献した。2012年5月5日にリーグ戦で再び右足を骨折し、EURO2012への参加が絶望的となった。

## 人物
- 両親はセネガルからの移民であり、自身はムスリムである[43]。
- 代名詞とも呼べるドレッドヘアはヘアーエクステンションであり、ある試合で自身が得点した場合に着けると父親と賭け実際に2得点を挙げたことによる。2015年以降はエクステを外し短髪となっている[44]。
- 2009年にオセール出身でアルジェリア系のモデル及びジャーナリストであるリュディヴィーヌ・カドリとの間に長男エリアスが生まれ[45]、2010年7月17日に故郷のヨンヌ県で結婚式を挙げた。式にはチームメイトや古くから交流があり後同じチームとなるマルアーヌ・シャマフなどが出席した。2009-10シーズンの最終節にはエリアスを抱いてピッチを一周した。2013年には第2子が誕生した[46]。
- レディングFCで100試合以上に出場したイブライマ・ソンコ（英語版）は従兄弟である[47]。

- 2011年3月、サッカーを通した教育を行う国際非営利団体のアンバサダーに就任した[48]。

## 代表歴

### 出場大会
- U-21フランス代表
  - 2006年 - UEFA U-21欧州選手権2006 (ベスト4)
- フランス代表
  - 2010年 - 2010 FIFAワールドカップ (グループリーグ敗退)
  - 2014年 - 2014 FIFAワールドカップ (ベスト8)

### 試合数
- 国際Aマッチ 65試合 0得点（2007年-2016年）[49]

| フランス代表 | 国際Aマッチ | 国際Aマッチ |
| 年           | 出場        | 得点        |
| ------------ | ----------- | ----------- |
| 2007         | 2           | 0           |
| 2008         | 4           | 0           |
| 2009         | 10          | 0           |
| 2010         | 10          | 0           |
| 2011         | 6           | 0           |
| 2013         | 6           | 0           |
| 2014         | 7           | 0           |
| 2015         | 9           | 0           |
| 2016         | 11          | 0           |
| 通算         | 65          | 0           |

## タイトル
クラブ
オセール
- クープ・ドゥ・フランス : 2005

アーセナル
- FAカップ : 2013-14

マンチェスター・シティ
- キャピタル・ワン・カップ : 2015-16

モントリオール・インパクト
- カナディアン・チャンピオンシップ : 2019

個人
- AJオセール年間最優秀選手 : 2006-07
- リーグ・アン年間ベストイレブン : 2006-07
- PFA年間ベストイレブン : 2007-08, 2010-11